# Rastegar Property Company
 (avril 2023).
Rastegar Property Company est une entreprise américaine d'investissement et de développement immobilier basée à Austin, au Texas. Elle a été fondée par Ari Rastegar en 2015. La société se spécialise dans l'acquisition et la gestion de propriétés dans les marchés à forte croissance à travers le Texas et d'autres États de la Sun Belt.

## Histoire
Ari Rastegar, fondateur et PDG de Rastegar Property Company, a commencé sa carrière en tant qu'avocat avant de se tourner vers l'immobilier. Il a fondé Rastegar Property en 2015 dans le but de créer une société d'investissement immobilier axée sur l'innovation, la transparence et l'engagement communautaire. Depuis sa création, l'entreprise a acquis et géré un portefeuille diversifié de propriétés, comprenant des immeubles d'appartements multifamiliaux, des immeubles de bureaux, des espaces de vente au détail et des entrepôts industriels.

## Portfolio
Le portefeuille de Rastegar Property comprend des propriétés dans des marchés à forte croissance à travers les États-Unis, notamment Austin, Dallas, Denver, Houston et San Antonio. Le portefeuille de l'entreprise comprend un mélange de propriétés résidentielles, commerciales et industrielles, avec un accent sur les propriétés bien positionnées pour une croissance à long terme.